# Varde (Haarklou)
Varde (Noors voor steenhoop of steenmannetje) is een compositie van Johannes Haarklou. Het is een toonzetting van het gelijknamige gedicht uit 1894 van Per Sivle. In zijn opuslijst neemt het positie 13 in, maar het is in wezen zijn 42e werk, aldus een onderzoek naar de werken van deze componist. Haarklou stapte in de voetsporen van Johan Halvorsen, die een aantal jaren eerder zijn Varde en Tord Foleson schreef op dezelfde tekst. Haarklou schreef het voor mannenkoot (TTBB) met baritonsolist.